# Kosjetjka
Kosjetjka (russisk: Кошечка) er en russisk spillefilm fra 2009 af Grigorij Konstantinopolskij.

## Medvirkende
- Pavel Derevjanko
- Mikhail Jefremov som Varetjka
- Svetlana Ivanova som Nastja
- Jurij Kolokolnikov
- Grigorij Konstantinopolskij